# Ćmiłów
Ćmiłów (dawniej: Śmiłów) – wieś w Polsce położona w województwie lubelskim, w powiecie lubelskim, w gminie Głusk.
Miejscowość leży przy drodze wojewódzkiej nr 835, nad rzeką Czerniejówką, w pobliżu Lublina.
W latach 1975–1998 miejscowość należała administracyjnie do ówczesnego województwa lubelskiego.
Wieś stanowi sołectwo gminy Głusk. Według Narodowego Spisu Powszechnego z roku 2011 wieś liczyła 1053 mieszkańców.

## Opis[6]

### Historia
Pierwsza wzmianka o Ćmiłowie, wtedy Śmiłowie pochodzi z roku 1409, jako o własności szlacheckiej Wojciecha z Ćmiłowa.
W XVI wieku nastąpiło rozdrobnienie wsi, a w dokumentach z XVII wieku występuje 5 współwłaścicieli, płacących pogłówne od 65 chłopów.

### Czasy obecne
Obecnie zabudowa wsi rozciąga się wzdłuż drogi wojewódzkiej nr 835 i mniejszych uliczek tworzących osiedle domów jednorodzinnych. Jest ich w sumie 19. Na początku XXI wieku w miejscowości pobudowano kościół.

### Położenie[10]
Wieś leży nad Czerniejówką, na jej lewym brzegu. Położona jest na wysokości ok. 200 m n.p.m.

## Spis ulic w Ćmiłowie[11]
Chabrowa, Grzybowa, Głogowa, Jaśminowa, Konwaliowa, Kościelna, Kwiatowa, Kwiatów Polnych, Leśna, Magnoliowa, Rumiankowa, Słoneczna, Słonecznikowa, Stokrotki, Storczykowa, Tymiankowa, Wiązowa, Willowa, Wrzosowa.

## Granice
- od północy: z Wólką Abramowicką
- od wschodu: z Dominowem, Żabią Wolą i Mętowem
- od południa: z Mętowem i Kolonią Prawiedniki
- od zachodu: z miastem Lublin (dzielnica Abramowice i Las Dąbrowa)